# Marquesado de Villa Marcilla
El marquesado de Villa Marcilla es un título nobiliario español creado por la reina regente María Cristina de Habsburgo-Lorena y concedido, en nombre de Alfonso XIII, a Ipara Luis María de Jáuregui y Aristiguieta por real decreto del 22 de enero de 1897 y real despacho del 18 de marzo del mismo año.

## Marqueses de Villa Marcilla
|                                                                           | Titular                                                                   | Periodo                                                                   |
| Creación por Alfonso XIII, regencia de María Cristina de Habsburgo-Lorena | Creación por Alfonso XIII, regencia de María Cristina de Habsburgo-Lorena | Creación por Alfonso XIII, regencia de María Cristina de Habsburgo-Lorena |
| ------------------------------------------------------------------------- | ------------------------------------------------------------------------- | ------------------------------------------------------------------------- |
| I                                                                         | Luis María de Jáuregui y Aristiguieta                                     | 1897-1917                                                                 |
| II                                                                        | Fernando de Jáuregui y Muñoz                                              | 1918-1945                                                                 |
| III                                                                       | María de las Mercedes de Jáuregui y Muñoz                                 | 1945-1953                                                                 |
| IV                                                                        | Florencio Gavito y Jáuregui                                               | 1953-2007                                                                 |
| V                                                                         | Florencio Fernando Gavito y Mariscal                                      | 2007-2017                                                                 |
| VI                                                                        | Yago Gavito y González                                                    | 2020-presente                                                             |

## Historia de los marqueses de Villa Marcilla
- Luis María de Jáuregui y Aristiguieta (Pamplona, 28 de agosto de 1859-San Sebastián, 28 de septiembre de 1917[2][3]), i marqués de Villa Marcilla. Era hijo de Valentín María de Jáuregui y Olivetti y de María Merced Aristeguieta y Amilibia.[4] Se casó el 22 de mayo de 1890 con Rita Muñoz y Bernaldo de Quirós,[1]ii vizcondesa de la Alborada, grande de España.[5][6] Fue gentilhombre de Su Majestad, caballero de la Orden de San Juan de Jerusalén, del Cuerpo de Hijosdalgo de la Nobleza,[2] doctor en jurisprudencia y Gran Cruz de San Gregorio el Magno.[7] Le sucedió su hijo:

- Fernando de Jáuregui y Muñoz (Pamplona, 21 de marzo de 1894-San Sebastián, 27 de agosto de 1945[3]), ii marqués de Villa Marcilla y iii vizconde de la Alborada. No contrajo matrimonio ni tuvo descendencia.[8] Le sucedió su hermana:

- María de las Mercedes de Jáuregui y Muñoz (Pamplona, 23 de febrero de 1891-Ciudad de México, 13 de septiembre de 1968), iii marquesa de Villa Marcilla,[5] ii vizcondesa de Villarrubio y iv vizcondesa de la Alborada, grande de España.  Su padre solicitó para ella en 1924 la rehabilitación del vizcondado de Villarrubio, en 1946 sucedió en el vizcondado de la Alborada y en 1949 solicitó la sucesión en el marquesado de Villa Marcilla por el fallecimiento de su hermano Fernando sin sucesión. Cedió en 1953 el marquesado de Villa Marcilla a su hijo, el IV marqués.[1]  Contrajo matrimonio en San Sebastián el 16 de enero de 1924 con Florencio Gavito y Bustillo.[5][1] Le sucedió su hijo:

- Florencio Gavito y Jáuregui (Biarritz, 5 de junio de 1927- Ciudad de México 28 de octubre de 2005), iv marqués de Villa Marcilla desde 1953,[1] iii vizconde de Villarrubio[9]  y v vizconde de la Alborada, grande de España,[10]  Se casó en Ciudad de México el 20 de junio de 1950, con María de la Gloria Mariscal y Villela, nacida en Ciudad de México y fallecida en el mismo lugar el 17 de junio de 2008, hija de Fernando y Antonia.[11] Le sucedió su hijo:

- Florencio Gavito y Mariscal (Ciudad de México, 25 de marzo de 1954-2017), v marqués de Villa Marcilla y vi vizconde de la Alborada.[12][13] Se casó en primeras nupcias por boda civil en 1982 con Loren Oversted y Calderón, de quien se divorció y después contrajo matrimonio con Karina González y Gorrochotegui. Le sucedió su hijo:

- Yago Gavito y González, vi marqués de Villa Marcilla,[14]